# Ana Karina Áñez
Ana Karina Áñez Delgado (Barquisimeto; 4 de enero de 1985) es una modelo venezolana, fue la ganadora de la edición LIII del concurso Miss Venezuela, la cual se llevó a cabo en el Estudio 1 de Venevisión el 16 de octubre de 2003. Áñez representó al estado Lara y recibió la corona de manos de Mariángel Ruiz, Miss Venezuela 2002. Actualmente reside en su Barquisimeto natal, donde cursa estudios de Comunicación Social, alternándolos con la animación de un programa en una televisora local. Además es gerente de una empresa reconocida en la ciudad. El 3 de septiembre de 2011 contrajo nupcias en la ciudad de Barquisimeto  con un joven que no tiene nada que ver con el medio artístico. Ana  Karina es la primera Miss Venezuela en no clasificar en Miss Universo después de 21 años, siendo la anterior Ana Teresa Oropeza Villavicencio en 1982. Ana Karina fue además la tercera Miss Lara en ganar el Miss Venezuela. La primera Miss Lara en ganar el Miss Venezuela fue Maye Brandt,  quien no clasificó en Miss Universo 1980. Cabe destacar que de las cuatro Miss Lara que se han coronado como Miss Venezuela solamente una ha logrado clasificar como semifinalista en Miss Universo. 

## Reseña biográfica
Ana Karina Áñez nació en Barquisimeto, estado Lara el 4 de enero de 1985 y a la fecha del concurso contaba con 18 años de edad y una estatura de 1.80 m. Al ser coronada como Miss Venezuela 2003 representó al país en el Miss Universo que se realizó en Ecuador, concurso en el cual no tuvo clasificación de importancia.